# Hay Day
Hay Day — умовно-безкоштовна гра для мобільних пристроїв, яка була розроблена компанією Supercell. Гра з'явилася 21 червня 2012 року на iOS і 20 листопада 2013 року на Android.
У 2013 році було відомо, що компанія Supercell заробляє на іграх Hay Day і Clash of Clans понад 30 мільйонів доларів в місяць.

## Геймплей
На самому початку гри ви отримуєте ферму і починаєте нею керувати. Територія для побудов спочатку невелика. Головне завдання — вирощування рослин і сільськогосподарських культур. За допомогою отриманих ресурсів можна буде створювати продукти, купувати і годувати тварин, виконувати завдання і продавати продукти в кіоску. З 17-го рівня доступна споруда порту, за допомогою якого з'явиться можливість переправляти товари не тільки по суші, а й по морю.

## Валюта в грі
У грі Hay Day існує 4 види валюти: золоті монети, алмази, ваучери та подарункові карти. Золоті монети можуть бути використані для покупки будинків, тварин, декорацій, а також для покупки ресурсів у інших гравців через кіоск. Це найпоширеніша валюта, її найлегше добути: за відправку пароплава і зокрема — закриття ящиків (своїх і чужих); обслуговування відвідувачів в місті, продаж продукції, відправку вантажівок та інше. Алмази потрібні для прискорення виробництва, покупки рідкісних декорацій, доплати за відсутню продукцію; також за них можна купити ваучери і монети. Вони є найрідкіснішою валютою в плані природного добування, тому цінуються дорожче за інших. Є кілька способів отримати її, хоча і видається ця валюта в малій кількості. Вона дається за участь в глобальних подіях, виконання досягнень, щодо подій (у свята, річниць гри, технічним неполадок) — в якості подарунку або вибачень; в шахті, на рибалці за спійману рибу, вага якої категорії платини, золота, срібла або бронзи; досягнення нового рівня; в ящиках, в колесі фортуни та іншими способами. За допомогою ваучерів можна купити домашніх тварин і особливі прикраси, а також виготовити особливі приманки для риболовлі. Їх можна отримати, відправляючи кораблі і вантажівки з замовленнями ювелірних виробів і продукцію плавильні, виграти в колесі фортуни або отримати при відкритті скринь. Листи подяки — джерело подарункових карт. Їх можна отримати за полив рослин і закриття ящиків на пароплавах інших гравців. На наступний день після надання перерахованої допомоги прийде листоноша і покладе в ящик листи. Також, відкривши ящик, ми знайдемо каталог, де можна витратити різну кількість карт на загадкові ящики різної цінності з випадковими обмеженими призами.

## Шахта
Шахта відкривається з 24-го рівня. У шахті за допомогою динаміту, бочок тротилу, лопат і кирок можна добувати руди корисних копалин (золото, срібло, платина, вугілля і залізо) і алмази (рідко). Руду можна переплавити на злитки, які можна відправити вантажівкою (отримавши за відправку 1 ваучер), продати в кіоску або використовувати для поліпшення особистого потягу в місті.

## Риболовля
Риболовля доступна з 27-го рівня. Ця локація являє собою берег річки, де можна виготовляти приманки для лову риби на блешню і сітки для лову риби, раків і качок.

## Місто
Місто відкривається з 34-го рівня. На відміну від ферми, місто має рівень репутації у вигляді сердечок, які даються жителями за виконання їх замовлень в місті. У місті є головна будівля — Ратуша, станція зупинки потягу і особистий потяг. Територія міста, як і сама територія ферми, розширюється картою, кілочками, молотами і купчі на землю. Для міста доступні будівлі різного призначення (Закусочна, Кінотеатр, Готель та ін.), які можна будувати і покращувати різними інструментами (молоток, фарба, ручна дриль, смола, цегла та бруківка). У місто на потязі приїжджають відвідувачі, у яких є потреби у відвідуванні 2-3 закладів, де вони замовляють різні продукти харчування та іншу продукцію, вироблену фермою, а після відвідування зазначених місць їдуть на найближчому потязі. Кількість відвідувачів в місті залежить від рівня Ратуші.
Поруч з містом знаходиться Зоопарк, доступ до якого відкривається після розчищення території.

## Сусідство
Гравці можуть об'єднуватися в сусідства, завдяки чому можуть обмінюватися потрібними продуктами (через кіоск), допомагати один одному у відправці продуктів, а також брати участь в щотижневих скачках — змаганні сусідств, в якому потрібно виконувати різні завдання за певний час; бали, зароблені учасниками, при підведенні підсумків підсумовуються. За скачки даються додаткові призи, а за 3 призових місця бонусів ще більше.